# Consuelo Martínez
Consuelo Martínez López (Ferrol, Espanha, 1955) é uma matemática espanhola, colaboradora frequente do medalhista Fields Efim Zelmanov. Seus tópicos de pesquisa incluem álgebra abstrata, incluindo teoria dos grupos e superálgebras, teoria de codificação algébrica e criptografia. É professora de álgebra na Universidade de Oviedo.

## Formação e carreira
Martínez nasceu em 1955 em Ferrol, Espanha, filha de um professor secundário. Obteve uma licenciatura em matemática em 1977 pela Universidade de Saragoça, onde completou seu doutorado em 1980. Sua tese, Formaciones saturadas en una clase de grupos localmente finitos PI-resolubles, concerne a teoria dos grupos, sendo orientada por Javier Otal. Tornou-se professora de álgebra na Universidade de Oviedo em 2005.
Além de sua pesquisa e ensino em matemática, Martínez participou do trabalho conjunto da Real Academia Espanhola e da Real Sociedade Espanhola de Matemática para incluir a terminologia matemática no [[Diccionario de la lengua española de la Real Academia Española|Dicionário da língua espanhola.

## Reconhecimento
Em 2018 Martínez ganhou a medalha da Real Sociedade Espanhola de Matemática e o Prêmio Julio Peláez para mulheres nas ciências, concedido pela Fundação Tatiana Pérez de Guzmán el Bueno.